# Les Deux-Alpes (gmina)
Les Deux-Alpes – gmina we Francji, w regionie Owernia-Rodan-Alpy, w departamencie Isère. W 2013 roku liczba ludności wynosiła 2019 mieszkańców.
Gmina została utworzona 1 stycznia 2017 roku z połączenia dwóch ówczesnych gmin: Mont-de-Lans oraz Vénosc. Siedzibą gminy została miejscowość Mont-de-Lans.